# União das Freguesias de Viatodos, Grimancelos, Minhotães e Monte de Fralães
União das Freguesias de Viatodos, Grimancelos, Minhotães e Monte de Fralães, kürzer Viatodos, Grimancelos, Minhotães e Monte de Fralães, ist eine Gemeinde (Freguesia) im Kreis (Concelho) von Barcelos im Norden Portugals.
In der Gemeinde leben 3.814 Einwohner auf einer Fläche von 12,4 km² (Stand nach Zahlen von 2011).
Die Gemeinde entstand im Zuge der Gebietsreform in Portugal am 29. September 2013 durch Zusammenlegung der bisherigen Gemeinden Viatodos, Grimancelos, Minhotães und Monte de Fralães. Viatodos wurde Sitz der Gemeinde.